# 버드 블랙
해리 랄스턴 블랙(Harry Ralston "Bud" Black, 1957년 6월 30일 ~ )은 전 메이저 리그 클리블랜드 인디언스의 투수이자, 현 메이저 리그 콜로라도 로키스의 감독이다.